# Bunddække
 Ikke at forveksle med Jorddække.
Bunddække er et udtryk, der bruges i jordbruget om en dækning af jordoverfladen, hvor den væsentligste hensigt er at hæmme ukrudtsvækst eller beskytte jorden mod erosion. I havebrugssammenhæng betyder ordet en beplantning, der skal erstatte det ukrudtsdække, der er et første led i den naturlige udvikling bort fra en nøgen jord. Til formålet bruges en række døde materialer (skærver, perlesten, grus, sand, bark- og vedflis, kompost og forskellige affaldsprodukter) og lavtvoksende planter.

## Levende bunddække
Det levende bunddække er en beplantning, som
1. er køn og ordentlig at se på,
2. er lavtvoksende,
3. ikke kræver ret meget pasning,
4. forhindrer ukrudtsproblemer

Det lykkes dog sjældent at få opfyldt alle fire ønsker. I de fleste tilfælde lægger man størst vægt på det med skønheden, men det koster så i retning af mere pleje eller mindre effektiv ukrudtshæmning. Hvis man fastholder ønsket om, at bunddækket skal hæmme eller forhindre ukrudtsvækst, er der tre krav, som beplantningen skal opfylde:
- Den skal dække bunden lystæt
- Den skal dække bunden hurtigt
- Den skal dække bunden vedvarende

Planterne skal dække bunden så tæt, at det forhindrer ukrudtsfrøene i at spire, og det vil sige så tæt, at de små kimplanter ikke kan overleve. Bunddækkeplanterne skal med andre ord yde så effektiv en konkurrence om lyset, at ukrudtet ikke får lejlighed til at udfolde dets aggressivitet. Hvis det skal lykkes, må det ske hurtigt. Det betyder så, at man enten må bruge planter, som er effektive til at danne et lystæt jorddække, eller at man må plante meget tæt fra starten. Desuden skal bunddækket være "vedvarende" lystæt, altså lystæt i en rimeligt lang årrække - f.eks. indtil haven alligevel skal omlægges, formentlig efter 15-25 år.
Jordbund, lysforhold og vandtilgang må være bestemmende for, hvilke planter man så skal bruge. Hertil kommer planlæggerens og grundejerens personlige smag og helt ydre ting som servitutter, kutyme og andre skrevne og uskrevne regler.

### Tæt plantebestand
Når man vil undgå ukrudtsproblemer er en enkleste og mest naturnære metode er at skabe en tæt og velplejet bestand af dyrkede planter. Hele hemmeligheden består i at få sine kulturplanter til at gøre det, de gør i naturen: udkonkurrere ukrudtet i kampen om lyset. Her er det et spørgsmål om at vælge de rette arter og sorter, at kombinere dem rigtigt og at plante tæt nok fra starten. Desuden må man undgå, at der opstår huller, når der skal udtyndes eller beskæres. Under alle omstændigheder må hullerne ikke være der ret længe (ikke over én vækstsæson).
Her er opgaven ofte bundet, idet planlæggeren kan have bestemt både plantevalg, plantestørrelse og -tæthed. Nogle enkelte laver også plejeplaner, som fastlægger, hvad der skal ske i beplantningen flere år frem. Selve bekæmpelsen af ukrudtet inde i beplantningen kan være med til at skabe problemer. Hvis man er nødt til at lave huller ind gennem et busket for at få fjernet lidt Enårig Rapgræs i bunden, eller hvis man vælter jorden rundt for at få rykket en enkelt Mælkebøtte op, så har man skabt muligheder for at der kan komme ekstra mange, nye ukrudtsplanter.

### Flerårigt ukrudt
Det er en nødvendig forudsætning for succes med bunddækket, at alle flerårige ukrudtsplanter er effektivt fjernet. Det kan gøres ved langvarig og lystæt tildækning af jordoverfladen (se nedenfor), eller det kan ske ved gentagne jordbehandlinger, som hindrer det flerårige ukrudt i at samle oplagsnæring i rødder og jordstængler. Principielt er det også muligt at bekæmpe det flerårige ukrudt ved hjælp af kemiske ukrudtsmidler.

## Døde materialer til bunddækning

### Plasticdækning og planteplader
Tildækning med lystæt, sort plasticfolie er effektivt til både at bekæmpe og forebygge ukrudtsproblemer. Det er afgørende, at folien er virkeligt lystæt, og at den er helt fri for revner. Blot den mindste smule lys vil fremme i stedet for hæmme ukrudtets vækst. Det er også afgørende, at man kan få lov til at lade folien blive liggende længe nok, dvs. en hel vækstæson. Kun under disse betingelser tvinger man frø og rødder til at tømme deres næringsreserver i en vækst, som ikke giver mulighed for oplagring af reservenæring.
Der er klare ulemper i, at plasticdækning er så uskønt, at det skal blive liggende så længe, og at det er besværligt at fjerne igen. Omvendt er det en lige så klar fordel, at denne metode også kan fjerne rodukrudtet effektivt. Det kan ellers kun ske ved kemisk behandling eller langvarig og bekostelig, mekanisk bekæmpelse. Man skal også være opmærksom på, at mens jorden er dækket af en plastichinde, får træer og buske på arealet en varmemæssig og vandmæssig fordel: deres rodnet får afgørende bedre betingelser, mens folien ligger over jorden.
En lignende virkning som den her nævnte, har man opnået under de såkaldte "planteplader", der lægges ind omkring rodhalsen af nyplantede buske og træer. Her bliver der ganske vist kun dækket en lille m², men selv den smule giver kulturplanterne et forspring i konkurrencen samtidig med, at ukrudtet ikke kan vokse på dette stykke jord. Pladerne er dog forholdsvis dyre og også noget besværlige at lægge ned på den rette måde. Desuden skal de fleste typer fjernes igen efter et par år, og det kræver så atter en indsats.

### Halm og flis
For tiden er den mest brugte metode til forebyggelse af ukrudt den, at man dækker jorden mellem kulturplanterne med et lag af halm, træflis eller barkflis. Alle disse midler er i høj grad brugbare, og det ville alle andre midler også være, hvis de var billige, lystætte og kønne nok. Man kunne forestille sig, at savsmuld, høvlspåner og hækafklip kunne bruges under bestemte forhold.
Det afgørende er stadigvæk, at dæklaget er så tykt, at det er lystæt. For halmdække ligger dette på ca. 20 cm tykkelse, og for flis på 10-15 cm tykkelse. Men også materialets kvalitet kan få betydning. Halm af hvede og rug er f.eks. bedre end havre- og byghalm, og halm af let sprøjtede marker er mere skånsom overfor kulturplanterne end halm fra hårdt sprøjtede. Flis bør være hugget sådan, at de enkelte stykker er mere end 20 mm lange, og sådan at der er mindst muligt smul. Træflis er meget "råt" at se på, og det omsættes kun ganske langsomt. Barkflis, derimod, kan ligefrem være kønt at se på, men det bliver også nedbrudt meget hurtigere. Disse forhold skal altså afvejes ganske nøje, før man vælger det enen frem for det andet.
Det korrekt fordelte og passende tykke lag af halm eller flis yder virkelig en effektiv beskyttelse mod ukrudt, i hvert fald frøukrudt. Rodukrudtet kan dog let arbejde sig op gennem dæklaget, og brugen af disse materialer forudsætter altså, at alt rodukrudt er fjernet på forhånd. Dækmaterialerne kan også huse skadedyr som f.eks. markmus og mosegrise, som kan blive plagsomme i vintertiden. Dertil kommer, at materialerne optager en del kvælstof fra det øverste jordlag, mens de bliver omsat. Dette kan medføre kvælstofmangel hos kulturplanterne. Man kan så vælge at gøde dæklaget med kvælstof, men det øger hastigheden i omsætningen, så at man måske må i gang med at supplere laget før beregnet.

### Kompost
Der bruges stigende mængder kompost i disse år. Dels har kommuner og private fået øjnene op for, at planteaffald ikke nødvendigvis skal "deponeres" på lossepladser, og dels er kompostens værdi som jordforbedring aldeles klar. Men "kompost" er ikke bare én ting. Produktet kan fås i alle grader af nedbrydning fra det helt grove, hvor grenstumper og rødder tydeligt kan genkendes, og til den fine kompost, hvor alt organisk er fuldstændigt omsat til sort humus.
I forbindelse med ukrudtsbekæmpelse er det afgørende, at komposten har nået at blive rigtigt varm (60-70° C er ønskværdigt), og at den er blevet omstukket flere gange. Her dukker der et problem op: På den ene side får man den bedste jordforbedring ud af den svagt omsatte kompost, og på den anden side kræver det en vis omsætning at få komposten til at tage så meget varme, at ukrudtsfrø og -rødder dræbes. Man må altså overveje ganske nøje, om stedets beplantning kan tåle en vis mængde ukrudt som betaling for en god jordforbedring. Hvis det ikke er tilfældet, bør man foretrække den mest omsatte kompost.